# Amtsgericht Meuselwitz

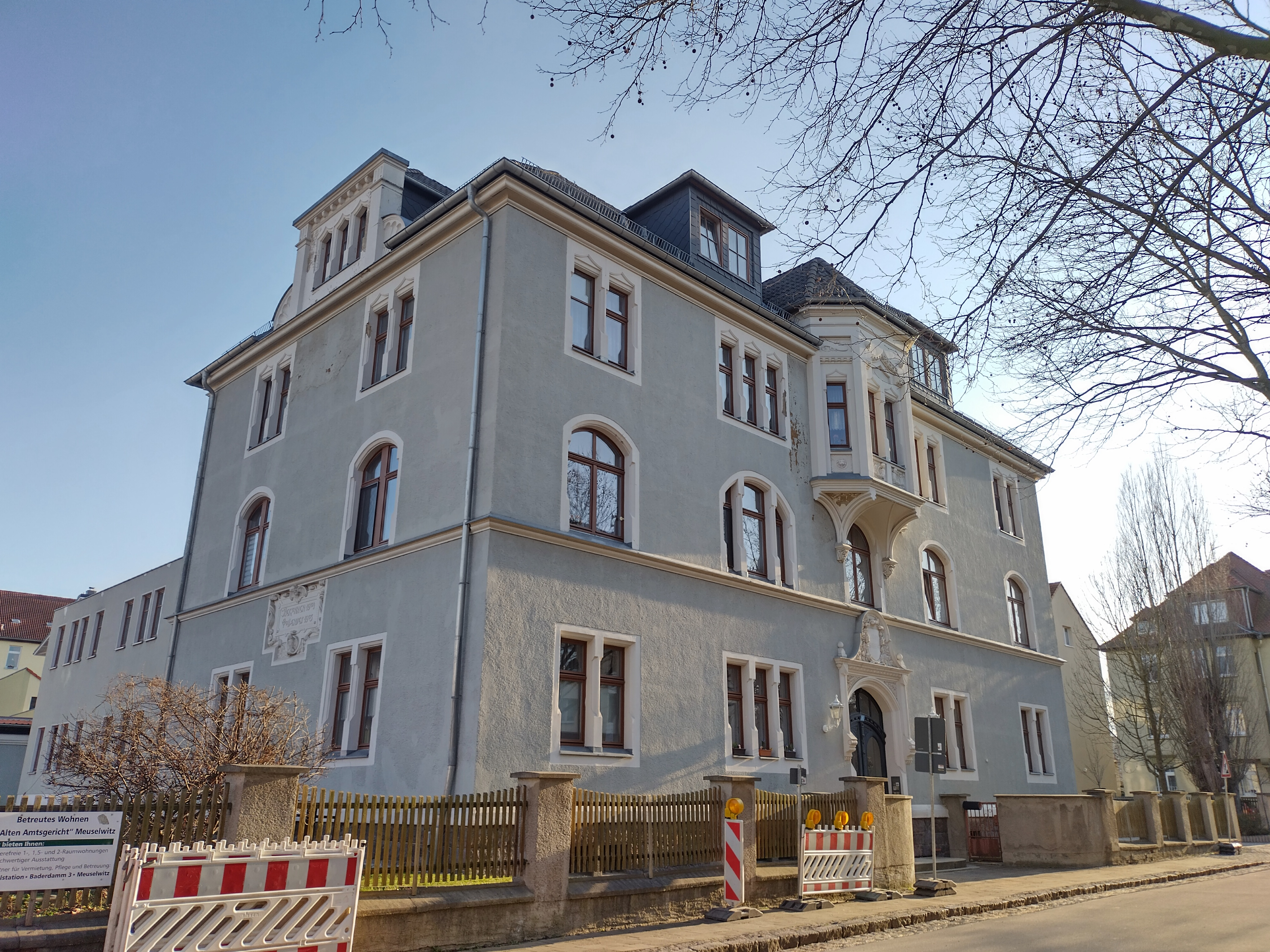
Gebäude des ehemaligen Amtsgerichtes Meuselwitz, heute Seniorenheim (2023)

Das Amtsgericht Meuselwitz war ein von 1906 bis 1952 bestehendes Gericht der ordentlichen Gerichtsbarkeit mit Sitz in der Stadt Meuselwitz.
Mit Wirkung vom 1. Januar 1906 wurde im damaligen Herzogtum Sachsen-Altenburg ein Amtsgericht zu Meuselwitz errichtet, dessen Sprengel aus dem nordwestlichen Teil des Amtsgerichtsbezirkes Altenburg gebildet wurde, beinhaltend die Städte Meuselwitz und Lucka sowie die Landgemeinden Altpoderschau, Breitenhain, Bünauroda, Dobitschen, Dobraschütz, Dölzig, Gröba, Großröda, Heukendorf, Kleinröda, Kostitz, Kraasa, Kriebitzsch, Leesen, Mumsdorf, Neupoderschau, Oberkossa, Petsa, Pflichtendorf, Pöhla, Pontewitz, Posa, Prößdorf, Rolika, Schnauderhainichen, Starkenberg, Teuritz, Waltersdorf, Wintersdorf und Zechau.
Nachdem im Jahr 1920 der erst zwei Jahre zuvor gegründete Freistaat Sachsen-Altenburg im Land Thüringen aufgegangen war, wurde das Amtsgericht Meuselwitz seit 1921 als Thüringisches Amtsgericht weitergeführt. Gehörte dieses Gericht erst zum Bezirk des Landgerichtes Altenburg, so erfolgte zum 1. September 1949 der Wechsel in den Bezirk des Landgerichtes Gera.
Am 1. Januar 1952 wurde das Amtsgericht Meuselwitz aufgehoben und sein gesamter Bezirk dem Amtsgericht Altenburg zugeteilt.